# Sant Just de Bafia
Saint-Just és un municipi francès situat al departament del Puèi Domat i a la regió d'Alvèrnia-Roine-Alps. L'any 2007 tenia 145 habitants.

## Demografia

### Població
El 2007 la població de fet de Saint-Just era de 145 persones. Hi havia 71 famílies de les quals 20 eren unipersonals (12 homes vivint sols i 8 dones vivint soles), 35 parelles sense fills, 8 parelles amb fills i 8 famílies monoparentals amb fills.
La població ha evolucionat segons el següent gràfic:
Habitants censats

### Habitatges
El 2007 hi havia 207 habitatges, 70 eren l'habitatge principal de la família, 104 eren segones residències i 33 estaven desocupats. 205 eren cases i 2 eren apartaments. Dels 70 habitatges principals, 63 estaven ocupats pels seus propietaris, 7 estaven llogats i ocupats pels llogaters i 1 estava cedit a títol gratuït; 1 tenia una cambra, 9 en tenien tres, 18 en tenien quatre i 42 en tenien cinc o més. 54 habitatges disposaven pel capbaix d'una plaça de pàrquing. A 40 habitatges hi havia un automòbil i a 23 n'hi havia dos o més.

### Piràmide de població
La piràmide de població per edats i sexe el 2009 era:
| Homes | Edats   | Dones |
| ----- | ------- | ----- |
| 0     | 95 o +  | 0     |
| 0     | 90 a 94 | 0     |
| 8     | 85 a 89 | 0     |
| 4     | 80 a 84 | 8     |
| 4     | 75 a 79 | 4     |
| 12    | 70 a 74 | 12    |
| 0     | 65 a 69 | 0     |
| 12    | 60 a 64 | 8     |
| 4     | 55 a 59 | 4     |
| 0     | 50 a 54 | 4     |
| 0     | 45 a 49 | 4     |
| 4     | 40 a 44 | 0     |
| 4     | 35 a 39 | 0     |
| 12    | 30 a 34 | 0     |
| 12    | 25 a 29 | 12    |
| 0     | 20 a 24 | 4     |
| 0     | 15 a 19 | 0     |
| 0     | 10 a 14 | 4     |
| 0     | 5 a 9   | 4     |
| 4     | 0 a 4   | 24    |

## Economia
El 2007 la població en edat de treballar era de 76 persones, 46 eren actives i 30 eren inactives. De les 46 persones actives 41 estaven ocupades (21 homes i 20 dones) i 5 estaven aturades (3 homes i 2 dones). De les 30 persones inactives 14 estaven jubilades, 2 estaven estudiant i 14 estaven classificades com a «altres inactius».

### Ingressos
El 2009 a Saint-Just hi havia 84 unitats fiscals que integraven 175 persones, la mediana anual d'ingressos fiscals per persona era de 14.905 €.

### Activitats econòmiques
Dels 3 establiments que hi havia el 2007, 1 era d'una empresa de comerç i reparació d'automòbils, 1 d'una empresa de serveis i 1 d'una entitat de l'administració pública.
L'any 2000 a Saint-Just hi havia 20 explotacions agrícoles que ocupaven un total de 192 hectàrees.

## Equipaments sanitaris i escolars
El 2009 hi havia una escola elemental integrada dins d'un grup escolar amb les comunes properes formant una escola dispersa.

## Poblacions més properes
El següent diagrama mostra les poblacions més properes.